# Paul Gourret
Paul Gabriel Marie Gourret (Roquevaire, 15 de enero de 1859 - 7 de abril de 1903) fue un zoólogo, botánico, y algólogo, francés. Es recordado por sus estudios biológicos de la fauna marina y su trabajo en la industria pesquera. Gourret también trabajó con algas.

## Biografía
Estudió ciencias naturales en Marsella, posteriormente sirvió como profesor de la Facultad de Ciencias en Lyon. En noviembre de 1886, fue nombrado profesor adjunto de zoología en la escuela de medicina en Marsella. A partir de mayo de 1893, se desempeñó como subdirector de la estación zoológica en Marsella.

## Principales publicaciones
- Révision des crustacés podophthalmes de golfe de Marseille suivie d'un essai de classification de la classe des crustacés, 1888
- Études zoologiques sur quelques crustacés parasites des ascidies. Bibliothèque de l'École des hautes études. Section des sciences naturelles 36 (3) 64 p. 1888
- Sur les péridiniens du Golfe de Marseille, 114 p. 1883
- Considérations sur la faune pélagique du golfe de Marseille, 175 p. 1884
- Les pêcheries et les poissons de la Méditerranée (Provence), 360 p. 1894.[2]
- Les pêcheries et les poissons de l'Étang de Thau. Ed. Baudoin, 62 p. 1896

## Premios y reconocimientos
- 1902 caballero de la Legión de Honor

## Membresías
- Comité consultivo de pesca marina en el Ministerio de Marina

## Epónimos
Género de Crustacea
- (Callianassidae) Gourretia (Rouy ex E.P.Perrier) Bonnier [3][4]